# SkyShip 600

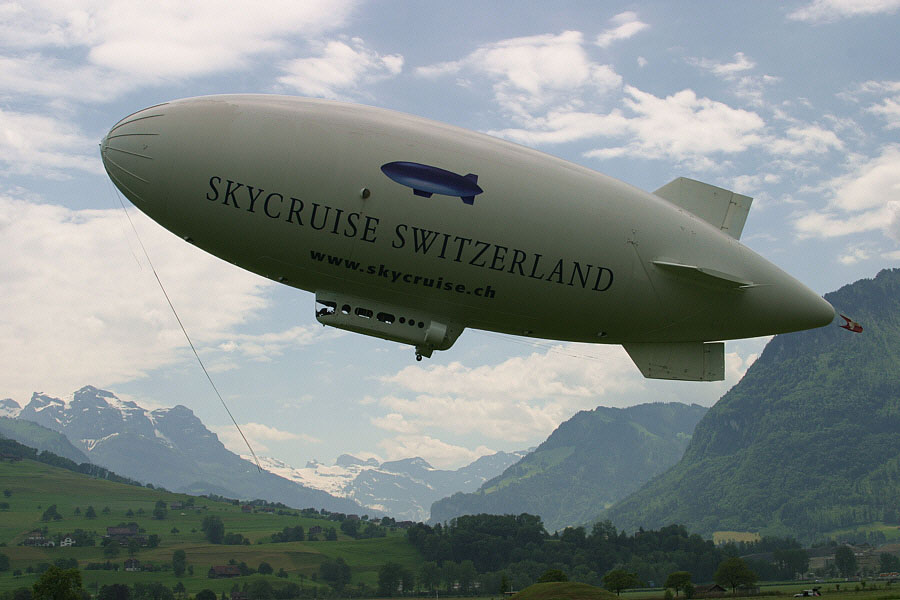
Ein Skyship 600 startet zur Rundfahrt

Das Skyship 600 ist ein ziviles Prallluftschiff, welches vorwiegend für Passagierrundfahrten und die Luftwerbung genutzt wird. Das Luftschiff wurde in den 1980ern aus seinem Vorgängermodell, dem SkyShip 500, heraus entwickelt und 1984 erstmals geflogen.

## Geschichte
1993 hatte auch das britische Verteidigungsministerium ein Skyship 600 von Westinghouse Airships, Inc. gekauft. Es wurde auf den Namen „Prince of Wales“ getauft. Es sollte unter anderem zu Überwachungszwecken über dem Nordirlandkonflikt eingesetzt werden. Pläne sahen damals vor, bis zu vier Skyships anzuschaffen.
Am 6. August 1998 stellte das Luftschiff N602SK mit 14 Stunden und 8 Minuten ununterbrochene Flugzeit einen offiziellen FAI-Weltrekord für Prallluftschiffe aller Größen auf. Er hielt bis zum 15. September 2004, als er von einem Lightship A-150 überboten wurde. Im September 1990 war ein von David Burns gesteuertes Skyship 600 bereits für 52 Stunden in der Luft, allerdings inoffiziell.
Ein Skyship 600 war seit 2002 bis zur Insolvenz des Unternehmens in der Schweiz regelmäßig für das Unternehmen Skycruise Switzerland und für Überwachungsaufgaben im Einsatz. Während der Olympischen Sommerspiele 2004 in Athen waren dort zwei Skycruise-Skyships 600 stationiert.
Auch die Cargolifter AG besaß ein Skyship 600B (N 602 CL, bzw. D-LCLA). Es war in England gekauft worden und wurde in der Cargolifterhalle bei Berlin aufgearbeitet, um es dann für die Pilotenausbildung und für einige Versuchsflüge zu verwenden. Es trug den Spitznamen „Charly“ und wurde nach der Insolvenz an die schweizerische Skycruise abgegeben.
Das nach derzeitigem Stand letzte gebaute Skyship 600B wurde auf den Namen "Santos-Dumont" (N606SA) getauft. Gefertigt wurde es in Weeksville/USA, Erstflug war am 18. Januar 2002. Es wurde für einen französischen Kunden gebaut. Die Porsche-Motoren der früheren Modelle wurden durch Textron-Lycoming-Triebwerke IO-540 mit je 224 kW (300 hp) ersetzt, die sich jetzt direkt hinter den Luftschrauben (nicht mehr innerhalb der Kabine) befinden und mitgeschwenkt werden. Die FAA-Zertifizierung erfolgte am 23. Dezember 2002. Die Hülle wurde von TCOM L.P. hergestellt und hat ein Volumen von 6800 m³, Die Passagierkapazität wurde auf bis zu 13 erhöht. Im September 2003 sollte das Schiff in einen dreimonatigen Versuchsbetrieb für die US-Marine in Südkalifornien gehen, bei dem vor allem Überwachungsarbeiten (LASH-System) geprobt werden sollten.
Etwa um die Jahrtausendwende bis mindestens ins Jahr 2003 hinein arbeitete der Airship Management Service bzw. Global Skyship Industries an einem vergrößerten Nachfolger, dem SkyShip 1000. Danach sind keine weiteren Details über den Stand der Arbeiten bekannt, zum Bau eines derartigen Schiffes kam es bisher (Sept. 2005) nicht. Es handelt sich um einen zivilen Ableger des militärischen Sentinel-1000-Projekts aus den 1990ern mit Platz für bis zu 24 Passagiere.

## SkyShips 600
- 600-01, Erstflug: März 1984
- 600-02, Erstflug: September 1985
- 600-03, Erstflug: Juli 1985
- 600-04, Erstflug: Juni 1986
- 600-05, Erstflug: November 1986
- 600-06, Erstflug: Februar 1987
- 600-07, Erstflug: August 1987

(Quelle: Airshipsonline)
Aktuelle Skyship 600 (unvollständig):
- G-SKSG, Ende der 1980er in England und USA mit verschiedenen Werbebannern
- G-SKSC, 1990 über England
- N601SK Skycruise, ist in Europa unterwegs, vorher Cargolifter D-LCLA
- N602SK, als Fuji-Blimp in den USA stationiert (Stand 2005)
- N605SK, früher registriert als HB-QIZ für die schweizerische Skycruise.
- N606SA "Santos-Dumont", Skyship 600B, gebaut in Weeksville/USA, Erstflug am 18. Januar 2002. Im September 2003 sollte das Schiff in einen dreimonatigen Versuchsbetrieb für die US-Marine in Südkalifornien gehen.
- N610SK, Ende Januar 2003 von Miami in die Dominikanische Republik überführt, sollte dort Rundflüge machen

## Technische Daten Skyship 600
- Länge: 61 m
- Höhe: 20,3 m
- Breite: 19,2 m
- Volumen: 7.200 m³ Helium
- Antriebsleistung: 375 kW
- Zuladung: 1.740 kg
- Passagiere: bis zu 13 + Kapitän und Kopilot
- Reisegeschwindigkeit: ca. 72 km/h
- Höchstgeschwindigkeit: ca. 105 km/h
- Reisehöhe: etwa 150 bis 1.000 m
- Dienstgipfelhöhe: etwa 2.575 m
- Reichweite: etwa 740 km ohne Zusatztank / etwa 1.900 km inkl. Zusatztank
- Antrieb: zwei Porsche 930/67/AI/3 Turbomotoren mit je 188 kW (255 PS) bei 5200/min
- Propeller: Hoffmann 5 Blatt, HO
- Kraftstoff: AvGas 100 LL, MOGAS, 666 l ca. 490 kg Kraftstoffvorrat an Bord
- Hüllenmaterial: Polyester, Tedlar, Mylar, TCOM Proprietary

Gondel:
- Länge: 11,83 m
- Breite: 2,56 m
- Kopffreiheit: 1,92 m
- Toilette vorhanden

Mannschaft
- 20 Personen inkl. Piloten, Mechaniker, Elektriker, Bodenmannschaft usw.

## Unfälle
- Im September 2012 kollidierte ein Skyship 600 mit einem JLENS Aerostaten auf dem Luftschiffgelände der Firma TCOM in Elizabeth City, North Carolina. Der JLENS Aerostat wurde von TCOM für die US Army auf dem Gelände vorbereitet und getestet, als sich das Luftschiff durch windige Wetterbedingungen von seinem Luftschiffmast löste und so mit dem Ballon kollidierte. Sowohl das Luftschiff als auch der Ballon wurden bei dem Unfall zerstört.[2]